# Gussignies
Gussignies est une commune française, située dans le département du Nord en région Hauts-de-France.

## Géographie

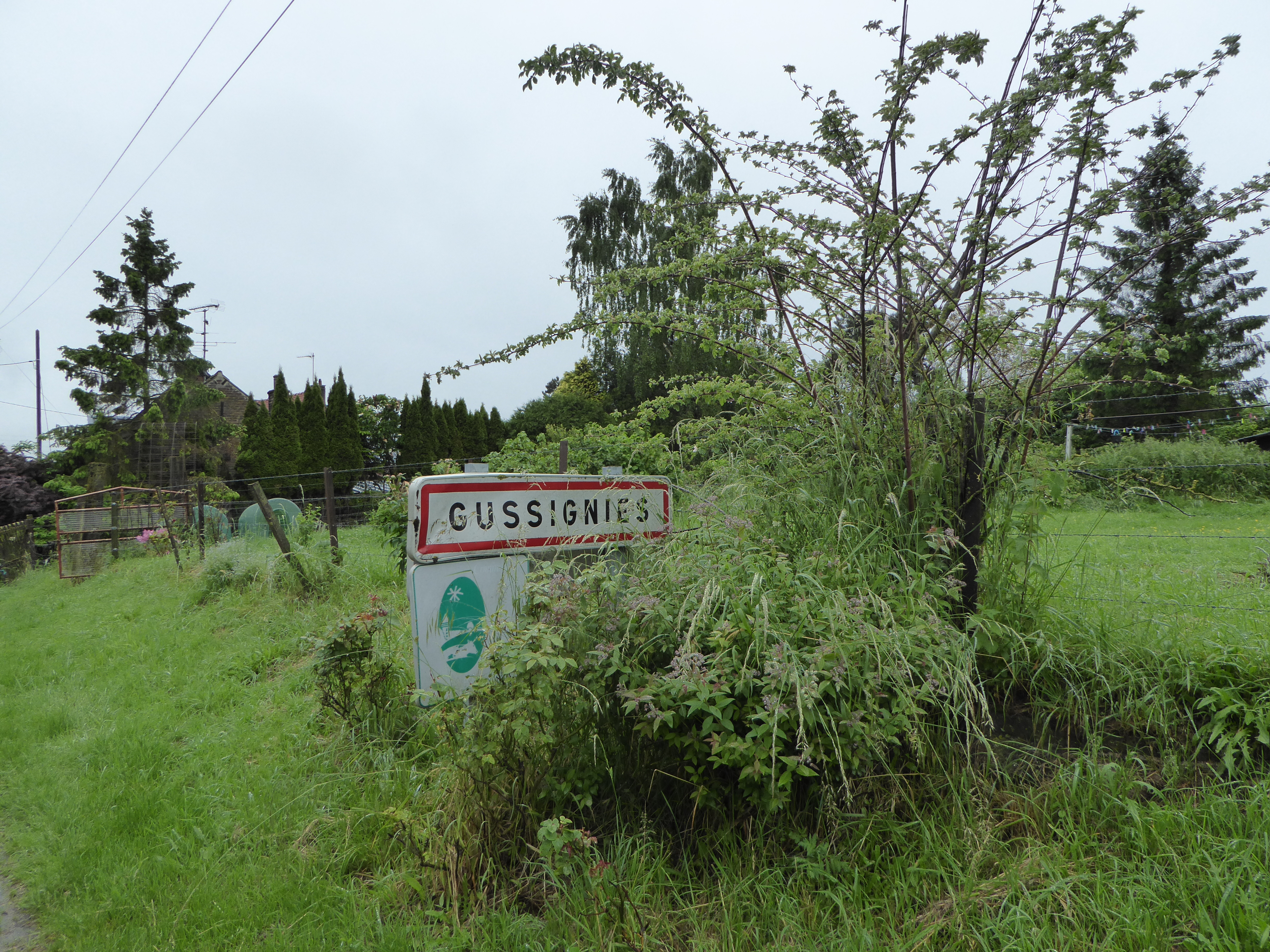
Gussignies.- City limit

Gussignies se situe à 6 km au nord-ouest de Bavay sur l'Hogneau à la frontière belge dans les bases du contrefort ardennais.

### Localisation
La commune de Gussignies se trouve dans la partie sud du département du Nord appelée Avesnois, à la frontière belge. À vol d'oiseau, elle se situe à 58,6 km au sud de Lille et à 5,9 km au nord de Bavay, le bourg-centre.
Elle fait également partie de la communauté de communes du Pays de Mormal.
Gussignies est limitrophe de quatre communes.
| Honnelles (be) |             |                   |
|                | Gussignies  | Houdain-lez-Bavay |
|                | Bettrechies | Bellignies        |

### Géologie et relief
La surface de la commune est de 346 hectares ; son altitude varie de 63  à   131 mètres, la rivière l'Hogneau étant en effet encaissée de presque 70 mètres dans ce village bâti sur un plateau.

### Hydrographie

#### Réseau hydrographique
La commune est située dans le bassin Artois-Picardie. Elle est drainée par l'Hogneau, le ruisseau de Bavay, le Rotteleux et le ruisseau d'Autreppe,,.
L'Hogneau, d'une longueur de 38 km, prend sa source dans la commune de La Longueville et se jette  dans le canal de Mons à Thivencelle, après avoir traversé neuf communes en France et une partie en Belgique. Les caractéristiques hydrologiques de l'Hogneau sont données par la station hydrologique située sur la commune. Le débit moyen mensuel est de 0,778 m3/s. Le débit moyen journalier maximum est de 15,613 janvier 201 137,8 m3/s, atteint le 23 juillet 2016.
Le ruisseau de Bavay, d'une longueur de 14 km, prend sa source dans la commune de Locquignol et se jette  dans 0 à L'Abergement-Clémenciat, après avoir traversé huit communes.

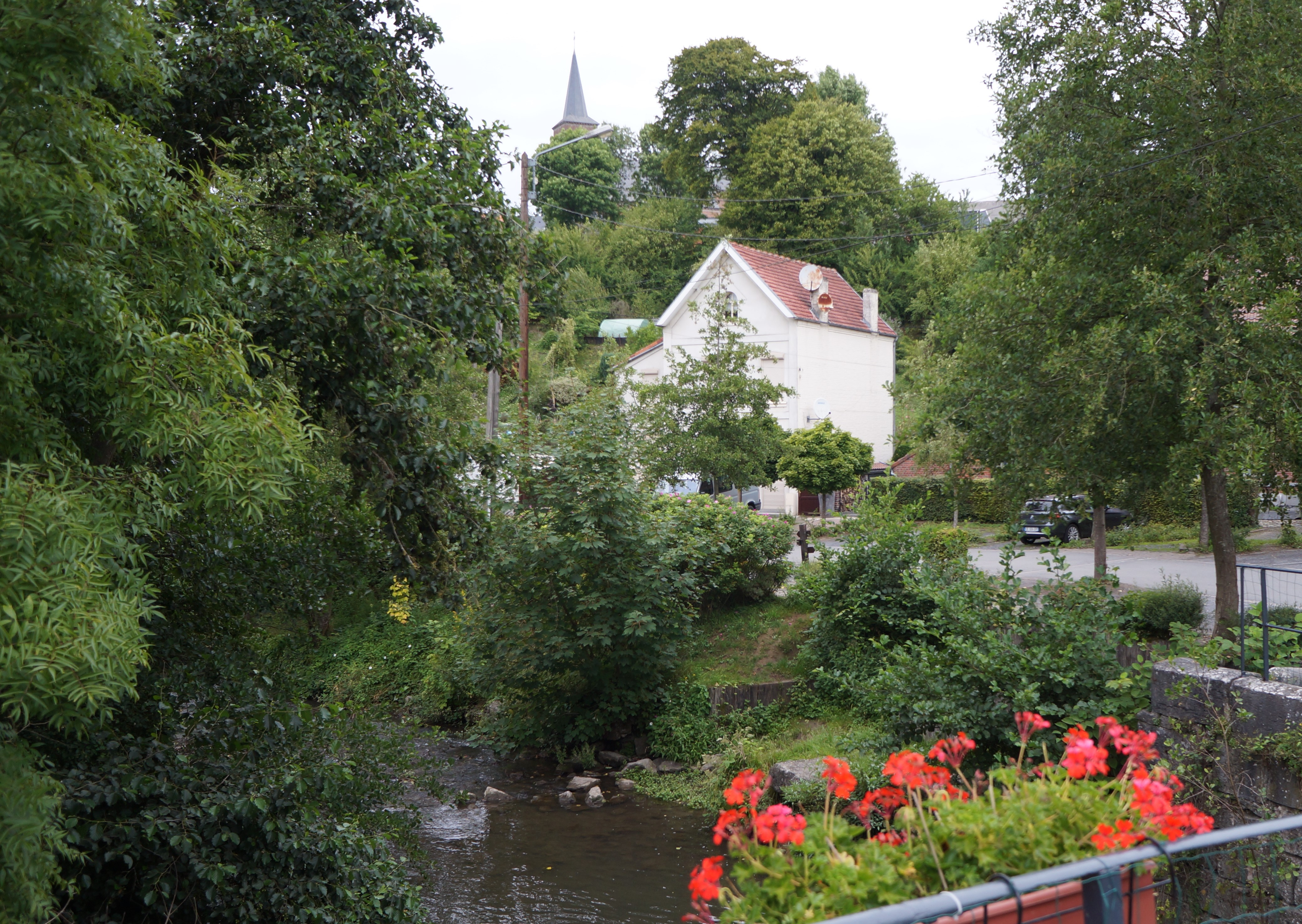
L'Hogneau à Gussignies
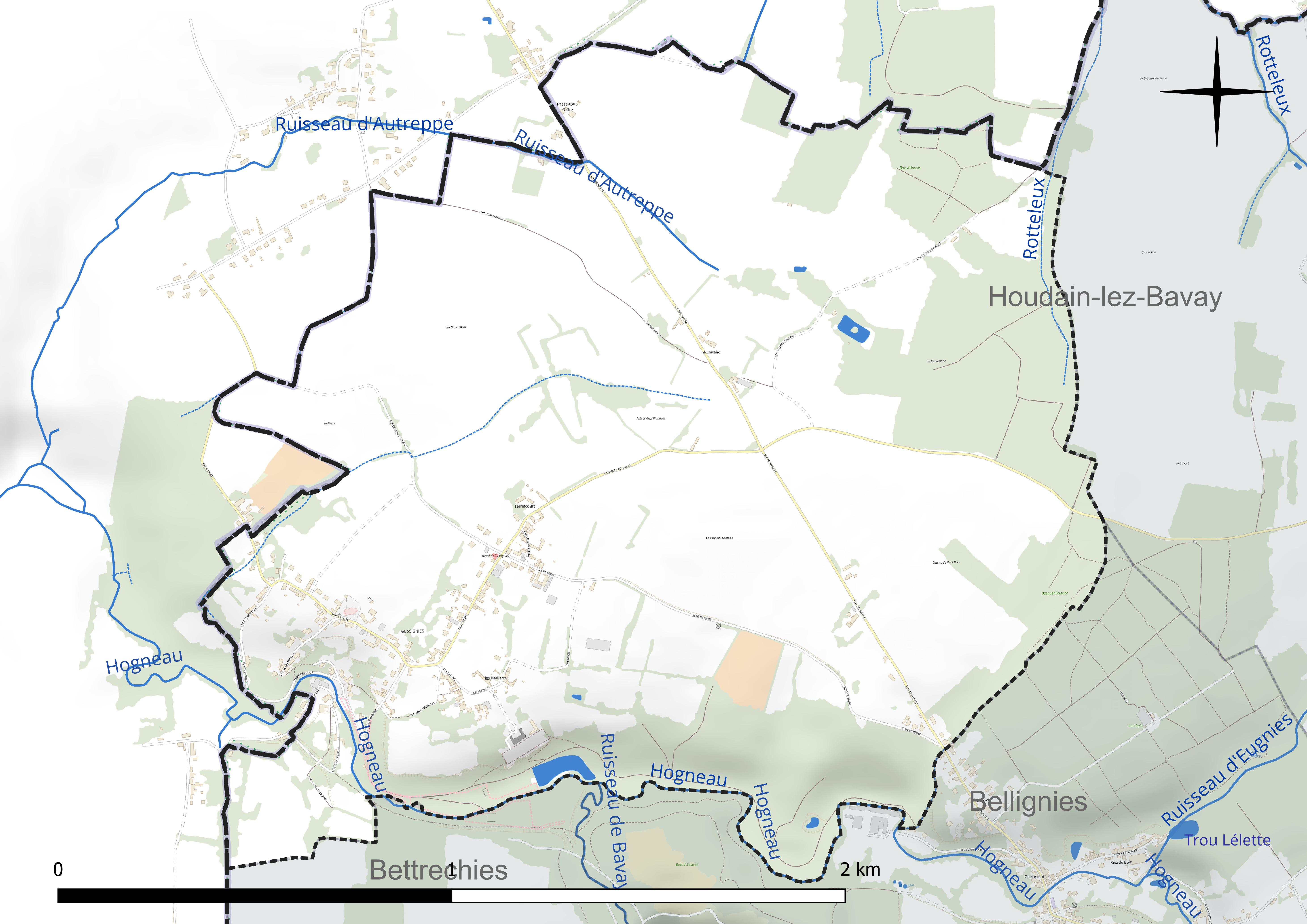
Réseau hydrographique de Gussignies.

#### Gestion et qualité des eaux
Le territoire communal est couvert par le schéma d'aménagement et de gestion des eaux (SAGE) « Escaut ». Ce document de planification concerne un territoire de 2 005 km2 de superficie, délimité par le bassin versant de l'Escaut. Le périmètre a été arrêté le 9 juin 2006 et le SAGE proprement dit a été approuvé le 13 juillet 2021. La structure porteuse de l'élaboration et de la mise en œuvre est le syndicat mixte Escaut et Affluents (SyMEA).
La qualité des cours d'eau peut être consultée sur un site dédié géré par les agences de l'eau et l'Agence française pour la biodiversité.

### Climat
Pour des articles plus généraux, voir Climat des Hauts-de-France et Climat du Nord.
En 2010, le climat de la commune est de type climat des marges montargnardes, selon une étude du CNRS s'appuyant sur une série de données couvrant la période 1971-2000. En 2020, Météo-France publie une typologie des climats de la France métropolitaine dans laquelle la commune est exposée à un climat océanique altéré et est dans la région climatique Nord-est du bassin Parisien, caractérisée par un ensoleillement médiocre, une pluviométrie moyenne régulièrement répartie au cours de l'année et un hiver froid (3 °C).
Pour la période 1971-2000, la température annuelle moyenne est de 9,9 °C, avec une amplitude thermique annuelle de 15,1 °C. Le cumul annuel moyen de précipitations est de 798 mm, avec 12,7 jours de précipitations en janvier et 10,1 jours en juillet. Pour la période 1991-2020, la température moyenne annuelle observée sur la station météorologique la plus proche, située sur la commune de Valenciennes à 16 km à vol d'oiseau, est de 11,0 °C et le cumul annuel moyen de précipitations est de 694,1 mm,. Pour l'avenir, les paramètres climatiques de la commune estimés pour 2050 selon différents scénarios d'émission de gaz à effet de serre sont consultables sur un site dédié publié par Météo-France en novembre 2022.

### Voies de communication et transports

#### Liaisons aériennes
Gussignies se situe à 55 minutes de trajet routier et autoroutier de l'aéroport de Lille-Lesquin, à 1 heure 3 de celui de Charleroi et à 1 heure 24 de celui de Bruxelles.

#### Communication routière
La départementale 24 traverse le territoire de Gussignies, mais à l'écart du centre, qui n'est donc desservi que par des voies communales.

#### Communication ferroviaire
La ligne d'Escaudœuvres à Gussignies, si importante pour le développement marbrier de la commune, a été désaffectée après la seconde Guerre mondiale.
Désormais, les gares les plus proches sont celles de Valenciennes, Le Quesnoy, Aulnoye-Aymeries ou Maubeuge pour la France et Quiévrain pour la Belgique.

## Urbanisme

### Typologie
Au 1er janvier 2024, Gussignies est catégorisée commune rurale à habitat dispersé, selon la nouvelle grille communale de densité à sept niveaux définie par l'Insee en 2022.
Elle est située hors unité urbaine et hors attraction des villes,.

### Occupation des sols
L'occupation des sols de la commune, telle qu'elle ressort de la base de données européenne d'occupation biophysique des sols Corine Land Cover (CLC), est marquée par l'importance des territoires agricoles (82,6 % en 2018), une proportion identique à celle de 1990 (82,6 %). La répartition détaillée en 2018 est la suivante : 
prairies (41,2 %), terres arables (27,3 %), forêts (16,9 %), zones agricoles hétérogènes (14,2 %), zones urbanisées (0,5 %). L'évolution de l'occupation des sols de la commune et de ses infrastructures peut être observée sur les différentes représentations cartographiques du territoire : la carte de Cassini (XVIIIe siècle), la carte d'état-major (1820-1866) et les cartes ou photos aériennes de l'IGN pour la période actuelle (1950 à aujourd'hui).

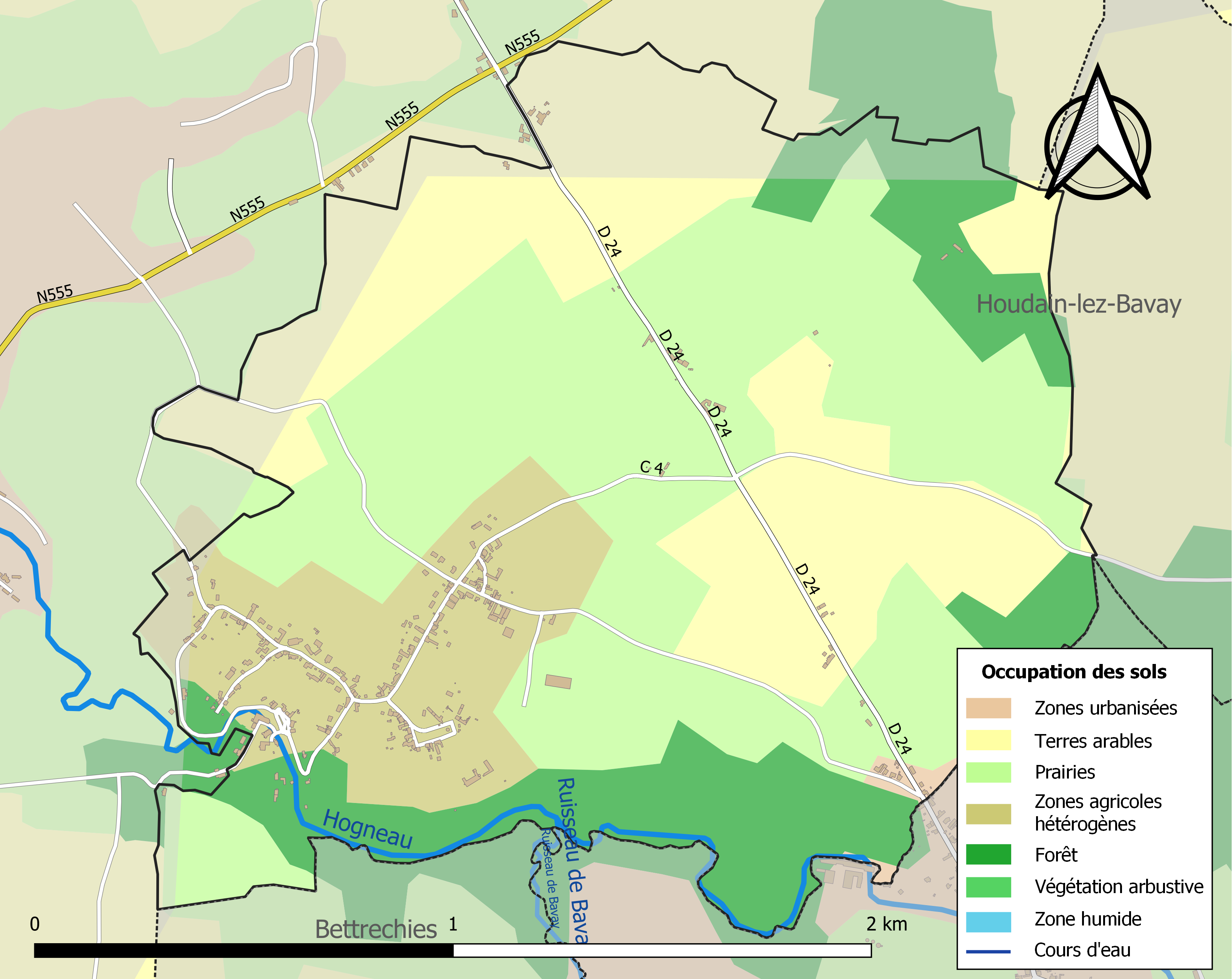
Carte des infrastructures et de l'occupation des sols de la commune en 2018 (CLC).

### Logement
Entre 1982 et 2006, l'évolution de la population a été positive, notamment grâce à l'établissement de nombreux Belges, attirés par une fiscalité avantageuse, mais aussi grâce à des naissances.
Le tableau ci-dessous présente une comparaison du logement à Gussignies et dans l'ensemble du Nord, grâce à quelques indicateurs, :
|                                                        | Gussignies | Nord |
| ------------------------------------------------------ | ---------- | ---- |
| Part des résidences principales (en %)                 | 78,0       | 92,7 |
| Part des résidences secondaires (en %)                 | 13,6       | 1,1  |
| Part des logements vacants (en %)                      | 8,5        | 6,2  |
| Part des ménages propriétaires de leur logement (en %) | 88,4       | 55,5 |

L'habitat à Gussignies se caractérise par une proportion de ménages propriétaires de leur habitation très largement supérieure (+ 33 %) à la moyenne départementale ; le logement locatif ne représente que 7,2 % des résidences principales. En 2011, 56,5 % des ménages résidaient dans la commune depuis plus de 10 ans. Entre 1991 et 2008, 30 résidences principales ont été construites, soit une augmentation de 23,1 % du parc.
Les résidences secondaires représentent 13,6 % des habitations de Gussignies, valeur bien supérieure à la moyenne du Nord qui s'établit à 1,1 %,.

## Toponymie
La plus ancienne mention écrite connue de Gussignies figure dans une lettre de l'évêque de Cambrai datée de 1088, qui écrit en latin : Guis-Geniis. L'orthographe du nom a beaucoup varié, mais n'a jamais été loin de l'actuelle.
Le nom de la commune est formé du préfix Guss- et du suffixe -ignies. Le premier aurait pour origine le nom romanisé d'un guerrier franc Gusso, qui se serait installé vers le IVe siècle, ou même postérieurement, pour pratiquer l'agriculture. D'ailleurs ignies viendrait du latin iacus signifiant propriété.

## Histoire et château
La seigneurie de Gussignies était  possédée au XVe siècle par la Maison de Haynin et au XVIe siècle par la famille de Cordes.
Le château féodal de Gussignies a disparu; le château actuel date de la fin du XVIIIe siècle, lorsque le comte de Fourmestraux (descendant des seigneurs de Gussignies - voir ci-dessous sous-section Personnalités liées à la commune) fait construire un pavillon de chasse constitué d'un couloir desservant des boudoirs (tradition orale), origine de l'actuel château.
Au début du XIXe siècle, Anthime-Hyacinthe de Fourmestraux établit une scierie de marbre en bas du château, le long de l'Hogneau, et exploite une carrière.
Le comte Anthime Hyacinthe de Fourmestraux Saint-Denis a eu deux filles qui se partagèrent le château : Mathilde (1809-1894) épousa Bertrand Delpoux de Nafines et Zoé (1817-1885) épousa le comte Anne Philippe Picot de Moras. Le château, était en mauvais état et trop petit pour accueillir les deux familles. Il fut transformé en 1865. À la mort de la comtesse Picot de Moras, le château représentait une part trop importante dans le partage et dû être vendu. Le Vicomte de Lourmel du Hourmelin l 'acheta en 1887  et à son tour le vendit en 1912 au comte Édouard Le Mesre de Pas pour sa fille Marie-Thérèse, épouse de René de Witte[source insuffisante].
Le château actuel est la propriété de la famille de Witte depuis 1912. Yves de Witte (théologien) et son épouse Renelde Nolet de Brauwere van Steeland reprirent la propriété en 1977 suivi l'année suivante par son frère Jacques-Antoine (avocat) et son épouse Thérèse Delvaux de Fenffe. Leur père, Bertrand de Witte et son épouse Marie-Simone de la Kethulle de Ryhove, s'installèrent dans les dépendances du château.

## Héraldique

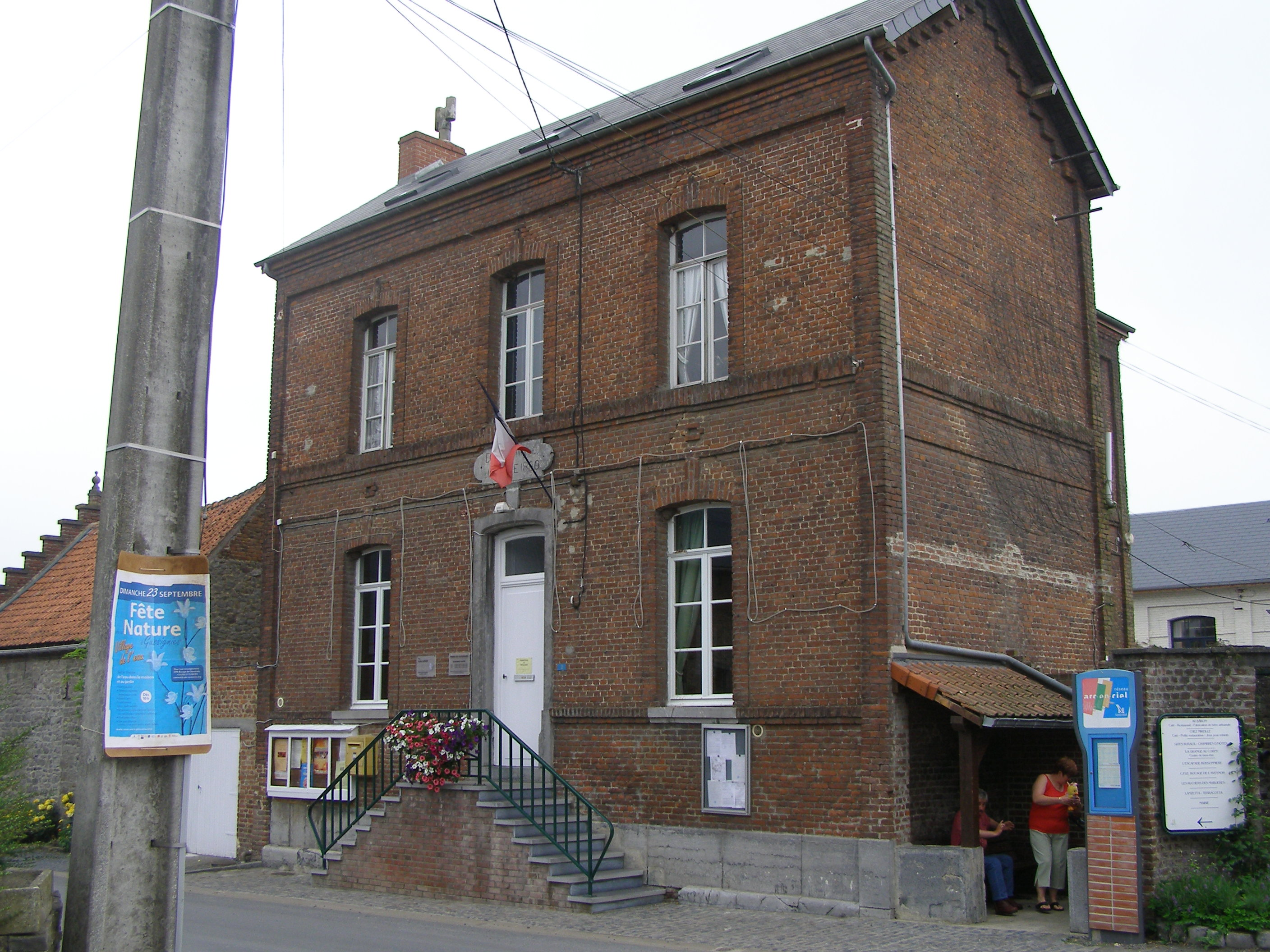
La mairie.

|  | Les armes de Gussignies se blasonnent ainsi : D'or à trois aigles à deux têtes de gueules. |

## Politique et administration

### Situation administrative
Gussignies fait partie du canton d'Aulnoye-Aymeries, qui regroupe trente-neuf communes. Elle est rattachée à l'arrondissement d'Avesnes-sur-Helpe et à la 3e circonscription du Nord, dont le député est Rémi Pauvros, PS, depuis 2012.

### Tendances politiques et résultats
Les résultats des deux dernières élections présidentielles témoignent d'un électorat ancré à droite ; les résultats des deux dernières élections législatives confirment cette tendance. Les résultats des élections européennes se prêtent peu à l'analyse, avec une participation relativement faible et un scrutin à un seul tour qui favorise l'éparpillement des voix mais, pour la première fois, l'électorat gussignien place une liste du Front national en tête de ses suffrages.
D'ailleurs, lors des élections départementales de 2015, la droite classique arrive en tête et celle de l'extrême droite troisième. Au second tour, la liste d'extrême gauche est arrivée en tête, une partie de l'électorat de droite s'étant reportée sur cette liste, notamment grâce à l'appel au vote républicain du Maire de la Commune.

#### Élections présidentielles les plus récentes
Lors du second tour de l'élection présidentielle de 2007, Nicolas Sarkozy, UMP, élu, avait obtenu 64,71 % des suffrages et Ségolène Royal, PS, 35,29 % des suffrages ; le taux de participation était de 84,76 %.
Lors du second tour de l'élection présidentielle de 2012, François Hollande, PS, élu, avait recueilli 45,38 % des suffrages et Nicolas Sarkozy, UMP, 54,62 % des suffrages ; le taux de participation était de 81,55 %.

#### Élections municipales les plus récentes
Le nombre d'habitants lors des derniers recensements étant compris entre 100 et 500 habitants, le nombre de membres du conseil municipal est de 11.
Lors des élections municipales de 2008, les 11 conseillers municipaux ont été élus dès le premier tour ; le taux de participation était de 62,83 %.
Lors des élections municipales de 2014, les 11 conseillers municipaux emmenés par le Maire sortant, ont également été élus dès le premier tour, avec un taux de participation de 83,06 %, malgré la présence d'une seconde liste.

### Liste des maires
Maire en 1802-1803 : Constant Colot.

Maire en 1807 : Wibail.
| Période                                  | Période                   | Identité                                       | Étiquette | Qualité                            |
| ---------------------------------------- | ------------------------- | ---------------------------------------------- | --------- | ---------------------------------- |
| Les données manquantes sont à compléter. |                           |                                                |           |                                    |
| 8 juin 1827                              | 1867                      | Anthime-Hyacinthe de Fourmestraulx Saint-Denis |           |                                    |
| 1867                                     | 1878                      | Jean-Baptiste Sirjacq                          |           | Propriétaire de marbrerie, rentier |
| 1878                                     | 1892                      | Constant Colot                                 |           |                                    |
| 1892                                     | 1896                      | Jules Bottiau                                  |           |                                    |
| 1896                                     | 1904                      | Jules Defert                                   |           |                                    |
| 1904                                     | 1919                      | Jules Bottiau                                  |           | Agriculteur                        |
| 1919                                     | 1935                      | Georges Lobry                                  |           | Agriculteur                        |
| 1935                                     | 1972                      | Émile Sohier                                   |           | Ouvrier et agriculteur             |
| 1972                                     | 1983                      | Gilbert Bavay                                  |           | Ouvrier                            |
| 1983                                     | 25 juin 1995              | Jacques-Antoine de Witte                       |           | Avocat                             |
| 25 juin 1995                             | 24 mai 2020               | Jean-Jacques Bakalarz                          |           |                                    |
| 24 mai 2020                              | En cours (au 24 mai 2020) | Sabine Kolasa                                  |           | animatrice en EHPAD                |

### Instances judiciaires et administratives
Les habitants de Gussignies relèvent de la juridiction du tribunal d'instance de Maubeuge et du tribunal de grande instance d'Avesnes-sur-Helpe, commune où se situent également le Conseil de prud'hommes et le tribunal pour enfants. Les tribunaux de commerce et des affaires de sécurité sociale sont quant à eux situés à Valenciennes. Le tribunal administratif compétent est celui de Lille. Douai abrite la cour d'appel et la cour administrative d'appel.
La commune se trouve dans la circonscription de gendarmerie de la brigade de proximité de Bavay.

### Intercommunalité
Gussignies fait partie, depuis sa création le 1er janvier 2014, de la communauté de communes du Pays de Mormal qui regroupe cinquante-trois communes pour une population de 48 371 habitants.

### Finances locales
Pour l'exercice 2015, le compte administratif du budget municipal de Gussignies s'établit à  143 000 € en dépenses et 159 000 € en recettes :
En 2015, la section de fonctionnement se répartit en 143 000 €  de charges (390 € par habitant) pour 159 000 € de produits (435 € par habitant), soit un solde de 17 000 € (45 € par habitant), :
- le principal pôle de dépenses de fonctionnement est celui des charges de personnels[Note 4] pour une valeur de 60 000 € (44 %), soit 164 € par habitant, ratio inférieur de 13 % à la valeur moyenne pour les communes de la même strate (205 € par habitant). Sur la période 2009 - 2015, ce ratio fluctue et présente un minimum de 143 € par habitant en 2009 et un maximum de 166 € par habitant en 2012 ;
- la plus grande part des recettes est constituée de la dotation globale de fonctionnement (DGF)[Note 5] pour  65 000 € (44 %), soit 178 € par habitant, ratio voisin de la valeur moyenne de la strate. Depuis 5 ans, ce ratio fluctue et présente un minimum de 156 € par habitant en 2010 et un maximum de 194 € par habitant en 2013.

Les taux des taxes ci-dessous sont votés par la municipalité de Gussignies. Ils ont varié de la façon suivante par rapport à 2012 :
- la taxe d'habitation sans variation 8,34 % ;
- la taxe foncière sur le bâti constante 8,07 % ;
- celle sur le non bâti égale 38,11 %.

La section investissement se répartit en emplois et ressources. Pour 2013, les emplois comprennent par ordre d'importance :
- des remboursements d'emprunts[Note 7] pour un montant de 8 000 € (73 %), soit 22 € par habitant, ratio inférieur de 65 % à la valeur moyenne pour les communes de la même strate (63 € par habitant). Depuis 5 ans, ce ratio fluctue et présente un minimum de 8 € par habitant en 2009 et un maximum de 27 € par habitant en 2011 ;
- des dépenses d'équipement[Note 8] pour un montant de 3 000 € (27 %), soit 10 € par habitant, ratio inférieur de 97 % à la valeur moyenne pour les communes de la même strate (368 € par habitant).

Les ressources en investissement de Gussignies se répartissent principalement en :
- fonds de Compensation pour la TVA pour une valeur totale de 12 000 € (80 %), soit 33 € par habitant, ratio inférieur de 15 % à la valeur moyenne pour les communes de la même strate (39 € par habitant). Sur la période 2009 - 2013, ce ratio fluctue et présente un minimum de 0 € par habitant en 2010 et un maximum de 36 € par habitant en 2012 ;
- aucune subvention reçue.

L'endettement de Gussignies au 31 décembre 2013 peut s'évaluer à partir de trois critères : l'encours de la dette, l'annuité de la dette et sa capacité de désendettement :
- l'encours de la dette pour une valeur de 69 000 €, soit 191 € par habitant, ratio inférieur de 65 % à la valeur moyenne pour les communes de la même strate (550 € par habitant). Pour la période allant de 2009 à 2013, ce ratio fluctue et présente un minimum de 47 € par habitant en 2009 et un maximum de 267 € par habitant en 2010[A2 5] ;
- l'annuité de la dette pour  10 000 €, soit 28 € par habitant, ratio inférieur de 67 % à la valeur moyenne pour les communes de la même strate (84 € par habitant). Sur la période 2009 - 2013, ce ratio fluctue et présente un minimum de 10 € par habitant en 2010 et un maximum de 29 € par habitant en 2012[A2 5] ;
- la capacité d'autofinancement (CAF) pour une somme de 25 000 €, soit 69 € par habitant, ratio inférieur de 64 % à la valeur moyenne pour les communes de la même strate (194 € par habitant). Depuis 5 ans, ce ratio fluctue et présente un minimum de 39 € par habitant en 2011 et un maximum de 94 € par habitant en 2009[A2 6]. La capacité de désendettement est d'environ 2 années en 2013. Sur une période de 14 années, ce ratio présente un minimum de moins d'un an en 2009 et un maximum très élevé, de plus de 50 années en 2007.

## Endettement
|                                                                                               | Gussignies (€/hab.) | Strate (€/hab.) |                                |
| --------------------------------------------------------------------------------------------- | ------------------- | --------------- | ------------------------------ |
| Encours de la dette                                                                           | 191 €               | 550 €           | Picto disque bleu : écart fort |
| Annuité de la dette                                                                           | 28 €                | 84 €            | Picto disque bleu : écart fort |
| Capacité d'autofinancement                                                                    | 69 €                | 194 €           | Picto disque bleu : écart fort |
| Écart par rapport à la moyenne de la strate : · de 0 à 10 % ; de 10 à 30 % ; supérieur à 30 % |                     |                 |                                |

L'endettement de Gussignies au 31 décembre 2013 peut s'évaluer à partir de trois critères : l'encours de la dette, l'annuité de la dette et sa capacité de désendettement.
- l'encours de la dette est  de 69 000 € (191 € par habitant), ratio inférieur de 65 % la valeur moyenne de la strate (550 € par habitant). Sur une période de 5 années, ce ratio fluctue et présente un minimum de 47 € par habitant en 2009 et un maximum de 267 € par habitant en 2010[A2 7] ;
- l'annuité de la dette se monte à 10 000 € (28 € par habitant), ratio inférieur de 67 % à la valeur moyenne pour les communes de la même strate (84 € par habitant). Sur une période de 5 années, ce ratio est de 10 € en 2009 et 2010 puis de 29 € par habitant les années suivantes[A2 7] ;
- la capacité d'autofinancement (CAF) de la commune est de  25 000 € (69 € par habitant), ratio inférieur de 64 % à la valeur moyenne pour les communes de la même strate (194 € par habitant). Sur une période de 5 années, ce ratio varie de 39 € en 2011 à 94 € par habitant en 2009[A2 8] ;
- la capacité de désendettement est d'environ 3 années en 2013.

## Population et société

### Démographie
Les habitants de Gussignies sont appelés les Gussigniens.

#### Évolution démographique
L'évolution du nombre d'habitants est connue à travers les recensements de la population effectués dans la commune depuis 1793. Pour les communes de moins de 10 000 habitants, une enquête de recensement portant sur toute la population est réalisée tous les cinq ans, les populations de référence des années intermédiaires étant quant à elles estimées par interpolation ou extrapolation. Pour la commune, le premier recensement exhaustif entrant dans le cadre du nouveau dispositif a été réalisé en 2006.

En 2022, la commune comptait 354 habitants, en évolution de +5,04 % par rapport à 2016 (Nord : +0,51 %, France hors Mayotte : +2,11 %).
| 1793 | 1800 | 1806 | 1821 | 1831 | 1836 | 1841 | 1846 | 1851 |
| ---- | ---- | ---- | ---- | ---- | ---- | ---- | ---- | ---- |
| 272  | 291  | 325  | 351  | 420  | 441  | 471  | 504  | 461  |

| 1856 | 1861 | 1866 | 1872 | 1876 | 1881 | 1886 | 1891 | 1896 |
| ---- | ---- | ---- | ---- | ---- | ---- | ---- | ---- | ---- |
| 443  | 470  | 477  | 474  | 491  | 508  | 528  | 549  | 564  |

| 1901 | 1906 | 1911 | 1921 | 1926 | 1931 | 1936 | 1946 | 1954 |
| ---- | ---- | ---- | ---- | ---- | ---- | ---- | ---- | ---- |
| 589  | 605  | 606  | 515  | 503  | 456  | 457  | 431  | 400  |

| 1962 | 1968 | 1975 | 1982 | 1990 | 1999 | 2006 | 2011 | 2016 |
| ---- | ---- | ---- | ---- | ---- | ---- | ---- | ---- | ---- |
| 402  | 306  | 246  | 261  | 290  | 279  | 339  | 354  | 337  |

| 2021 | 2022 | - | - | - | - | - | - | - |
| ---- | ---- | - | - | - | - | - | - | - |
| 347  | 354  | - | - | - | - | - | - | - |

#### Pyramide des âges
La population de la commune est relativement jeune.
En 2018, le taux de personnes d'un âge inférieur à 30 ans s'élève à 31,5 %, soit en dessous de la moyenne départementale (39,5 %). À l'inverse, le taux de personnes d'âge supérieur à 60 ans est de 25,8 % la même année, alors qu'il est de 22,5 % au niveau départemental.
En 2018, la commune comptait 175 hommes pour 160 femmes, soit un taux de 52,24 % d'hommes, largement supérieur au taux départemental (48,23 %).
Les pyramides des âges de la commune et du département s'établissent comme suit.
| Hommes | Classe d’âge | Femmes |
| ------ | ------------ | ------ |
| 0,0    | 90 ou +      | 0,6    |
| 4,6    | 75-89 ans    | 6,3    |
| 21,8   | 60-74 ans    | 18,2   |
| 22,8   | 45-59 ans    | 19,3   |
| 21,5   | 30-44 ans    | 21,6   |
| 10,2   | 15-29 ans    | 17,9   |
| 19,2   | 0-14 ans     | 16,0   |

| Hommes | Classe d’âge | Femmes |
| ------ | ------------ | ------ |
| 0,5    | 90 ou +      | 1,4    |
| 5,3    | 75-89 ans    | 8,1    |
| 14,8   | 60-74 ans    | 16,2   |
| 19,1   | 45-59 ans    | 18,4   |
| 19,5   | 30-44 ans    | 18,7   |
| 20,7   | 15-29 ans    | 19,1   |
| 20,2   | 0-14 ans     | 18     |

#### Structure démographique
Au contraire de bon nombre de communes rurales, Gussignies connaît depuis la fin du XXe siècle un accroissement de sa population. L'évolution démographique est due, durant la période 1982 - 2010, aussi bien au solde naturel qu'au solde migratoire, tous deux positifs ; toutefois, si au cours de la décennie 1982 - 1990 c'est le solde migratoire qui entre pour la plus grande part dans l'augmentation de la population, dans la première décennie du XXIe siècle,.
|                                           | 1982 - 1990 | 1990 - 1999 | 1999 - 2010 |
| ----------------------------------------- | ----------- | ----------- | ----------- |
| Taux de variation annuel de la population | + 1,3       | - 0,4       | + 2,1       |
| Solde naturel                             | + 0,3       | - 0,2       | + 0,4       |
| Solde migratoire                          | + 1,0       | - 0,3       | + 1,6       |

### Enseignement
La commune de Gussignies est rattachée à l'académie de Lille. Cette académie fait partie de la zone B pour son calendrier de vacances scolaires.
Il n'y a plus d'école dans la commune. Pour l'enseignement de premier degré, elle est en regroupement pédagogique intercommunal avec le village de Bellignies qui dispose d'une école maternelle et d'une école élémentaire qui accueillent, dans 4 classes 86 élèves pour l'année scolaire 2014-2015 ; les établissements d'enseignement secondaire les plus proches se trouvent à Bavay, avec deux collèges, l'un public, l'autre privé, et deux lycées, un lycée d'enseignement général public et un lycée d'enseignement technique agricole privé.
Les enfants scolarisés en maternelle et en primaire disposent d'une cantine scolaire à Bellignies. Les collégiens et étudiants scolarisés à Bavay ont accès à un dispositif de transport scolaire leur permettant de se rendre dans leurs établissements secondaires.
Certains enfants du village de Gussignies sont scolarisés en Belgique.
Les établissements d'enseignement supérieur sont tous situés à Valenciennes, dont une antenne est basée à Maubeuge, ou à Lille.

### Vie associative
Le village compte neuf associations. Le CPIE Bocage de l'Avesnois est implanté dans la commune.

### Santé et services d'urgence
Le médecin le plus proche a son cabinet à Bellignies. Plusieurs médecins et professionnels paramédicaux sont installés à Bavay.
La Villa Senecta est la maison de retraite médicalisée de Bavay. Elle dispose d'un cantou de treize lits.
Les hôpitaux proches sont ceux de Maubeuge et de Valenciennes, deux villes également pourvues de cliniques privées.

### Médias
Le quotidien régional La Voix du Nord, dans son édition de Maubeuge, consacre quelques reportages à l'actualité du village. La Sambre est un hebdomadaire d'informations locales dans le nord de l'arrondissement d'Avesnes-sur-Helpe.
Dans le domaine des médias audiovisuels, deux chaînes de télévision de télévision numérique terrestre (TNT) sont accessibles à tous les habitants de Gussignies et relaient parfois les informations locales entre autres : France 3 Nord-Pas-de-Calais et Wéo. Parmi les nombreuses stations de radio disponibles, on peut citer France Bleu Nord et Canal fm, basée à Aulnoye-Aymeries, plus spécialement dédiée aux informations locales.

### Culte
Le territoire de la commune dépend de la paroisse Saint Pierre en Bavaisis au sein du doyenné du Pays-de-Mormal, lui-même partie de l'archidiocèse de Cambrai, au même titre que douze autres doyennés. Elle dispose d'un lieu de culte à Gussignies, l'église Saint-Médard, où le culte catholique est célébré.

### Télécommunications
L'ensemble du réseau de téléphonie fixe déployé à Gussignies est accessible à l'internet haut débit via la technique ADSL 2+.

## Économie
Le tableau ci-dessous détaille le nombre d'entreprises implantées à Gussignies selon leur secteur d'activité :
|                                                                 | Nombre d'établissements concernés |
| --------------------------------------------------------------- | --------------------------------- |
| TOTAL                                                           | 19                                |
| Agriculture                                                     | 4                                 |
| Industrie                                                       | 1                                 |
| Construction                                                    | 1                                 |
| Commerce, transport et services divers                          | 12                                |
| Administration publique, enseignement, santé, et action sociale | 1                                 |

Sur les 19 entreprises recensées à Gussignies au 31 décembre 2011, 11 n'emploient aucun salarié, 7 comptent entre 1 et 9 salariés et une possède un effectif compris entre 10 et 19 salariés.
En 2012 et 2013, six entreprises ont été créées à Gussignies, dont quatre dans le secteur du commerce, du transport et des services divers et deux dans celui de la construction,.

### Entreprises et commerces

#### Agriculture
Le tableau ci-dessous présente les principales caractéristiques des exploitations agricoles de Gussignies, observées sur une période de 22 ans :
|                                         | 1988 | 2000 | 2010 |
| --------------------------------------- | ---- | ---- | ---- |
| Nombre d'exploitations                  | 8    | 6    | 4    |
| Équivalent unité de travail annuel      | 7    | 8    | 6    |
| Surface Agricole Utile (SAU) (ha)       | 144  | 160  | 117  |
| Cheptel (nombre de têtes)               | 327  | 432  | 314  |
| Terres labourables (ha)                 | 48   | 44   | s    |
| Superficie Toujours en Herbe (STH) (ha) | 96   | 115  | 84   |

La superficie agricole utilisée à Gussignies représentait 117 ha en 2010, soit 33,8 % de la surface communale totale. Cette valeur est en baisse sur la période considérée. L'examen des données présentées révèle qu'au cours des vingt-deux dernières années, le nombre d'exploitations a été divisé de moitié. L'activité y est consacrée à l'élevage de bovins pour la production de lait.

#### Tourisme
Gussignies dispose d'un centre de remise en forme, d'un salon de massage au miel, de trois restaurants, d'une brasserie, d'une chambre d'hôtes et d'un gîte rural, de plusieurs circuits de randonnée pédestre.

### Revenus et fiscalité
En 2011, le revenu fiscal médian par ménage était de 35 294 €, ce qui plaçait Gussignies au 7 411e rang parmi les 31 886 communes de plus de 49 ménages en métropole.
Les indicateurs de revenus et de fiscalité à Gussignies et dans l'ensemble du Nord en 2011 sont présentés ci-dessous, :
|                                                                             | Gussignies | Nord   | Variation |
| --------------------------------------------------------------------------- | ---------- | ------ | --------- |
| Revenu net déclaré par foyer fiscal (en €)                                  | 28 205     | 22 405 | + 25,9 %  |
| Part des foyers fiscaux imposables sur l'ensemble des foyers fiscaux (en %) | 61,8       | 51,2   | + 10,6 %  |

Le revenu moyen par foyer fiscal est supérieur à la moyenne départementale, pour une proportion de foyers imposables également plus élevée.

### Emploi
Les deux tableaux ci-dessous présentent les chiffres-clés de l'emploi à Gussignies et leur évolution sur les six dernières années :
|                               | Gussignies 2011 | Gussignies 2006 |
| ----------------------------- | --------------- | --------------- |
| Population de 15 à 64 ans     | 239             | 239             |
| Actifs (en %)                 | 77,0            | 71,8            |
| dont :                        |                 |                 |
| Actifs ayant un emploi (en %) | 72,4            | 66,4            |
| Chômeurs (en %)               | 4,6             | 5,5             |

|                                      | Gussignies 2011 | Gussignies 2006 |
| ------------------------------------ | --------------- | --------------- |
| Nombre d'emplois dans la zone        | 48              | 44              |
| Indicateur de concentration d'emploi | 27,7            | 27,8            |

En six ans, la population active de Gussignies a augmenté de 6 points, comme le taux d'emploi de cette population active ; le chômage a légèrement diminué. Le nombre d'emplois dans la zone est resté stable, le nombre d'actifs également ; l'indicateur de concentration d'emploi garde donc un niveau à peu près constant (environ 28 emplois proposés pour 100 actifs).
En 2011, les actifs résidant à Gussignies travaillent en majorité dans une autre commune du département (83,8 %), soit plus des trois quarts. Ils ne sont que 16,2 % à travailler sur place. 33,5 % travaillent dans le département et 49,1 en Belgique.

## Culture locale et patrimoine

### Lieux et monuments
- L'église Saint-Médard[88] de 1772, ainsi que l'ostensoir de l'église et la chapelle funéraire Cornu-Godefroid[89] au cimetière.
- Le château de Gussignies[29] du XVIIIe siècle avec modifications du XIXe siècle.
- La salle des fêtes, la cure[90] et plusieurs fermes[91] et maisons[92],[93],[94].
- La Brasserie Au Baron, autrefois annexe d'un moulin à eau[95] disparu.
- Le monument aux morts. De type obélisque, il a été inauguré le 30 septembre 1923 et est situé au pied de l'église[96].
- Un calvaire, la chapelle Notre-Dame de Bon-Secours datant de 1833 et quatre autres chapelles-oratoires sont relevées sur le territoire de la commune.
- La kiosque à musique, du type kiosque à concert, construit en 1948 en récupérant des éléments de la Grande Usine[97].
- Le jardin au naturel.

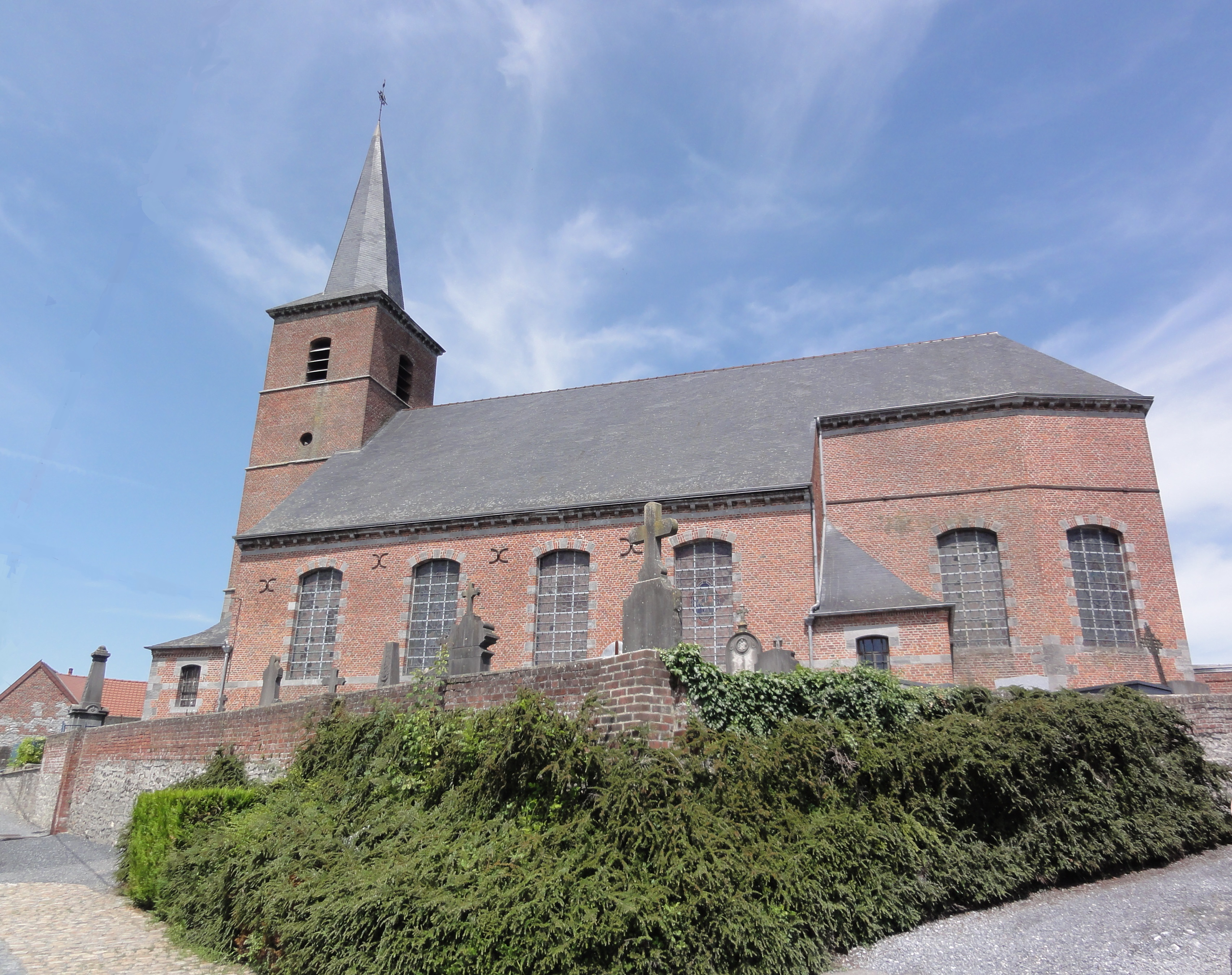
L'église Saint-Médard.
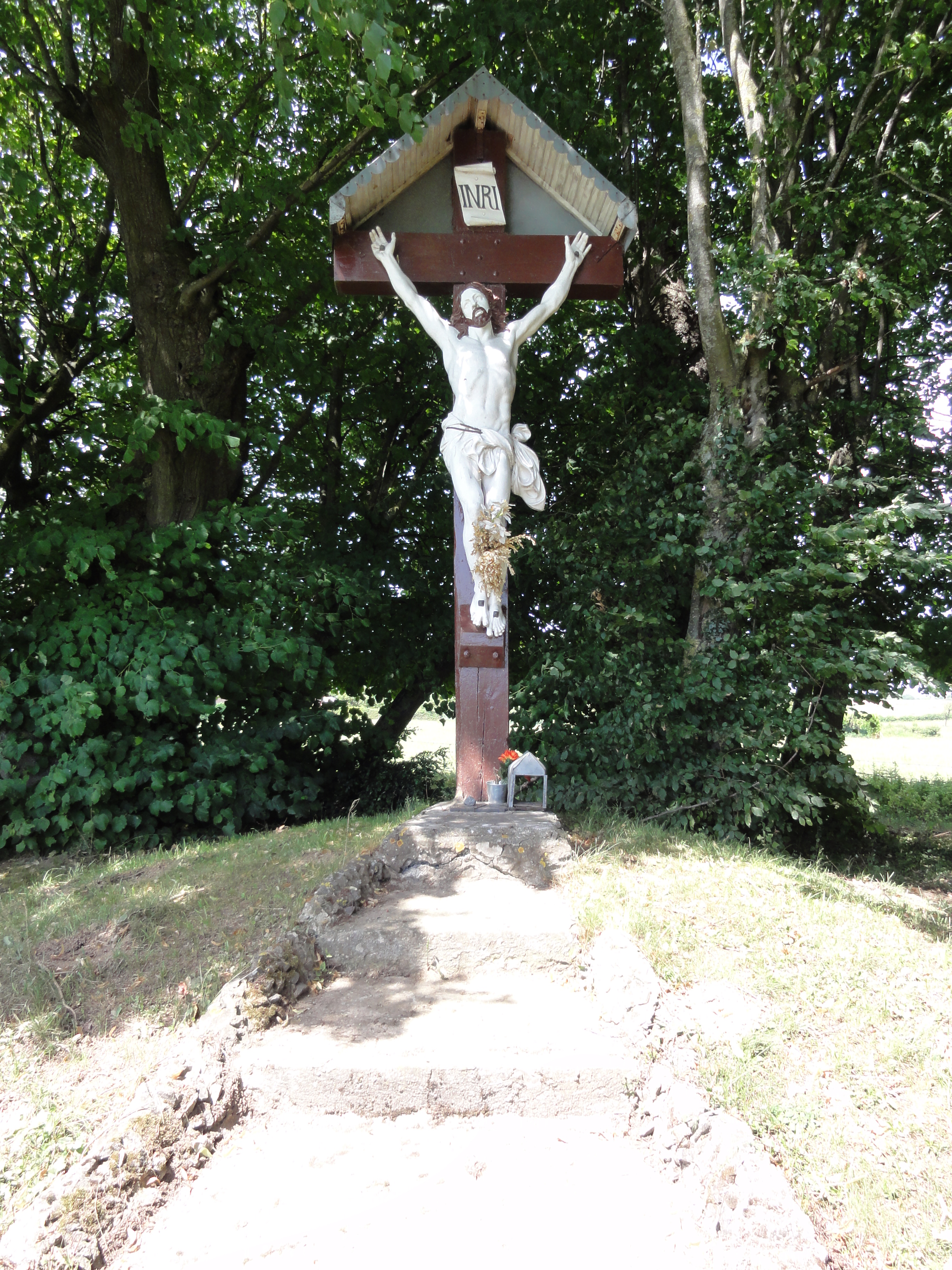
Le calvaire.
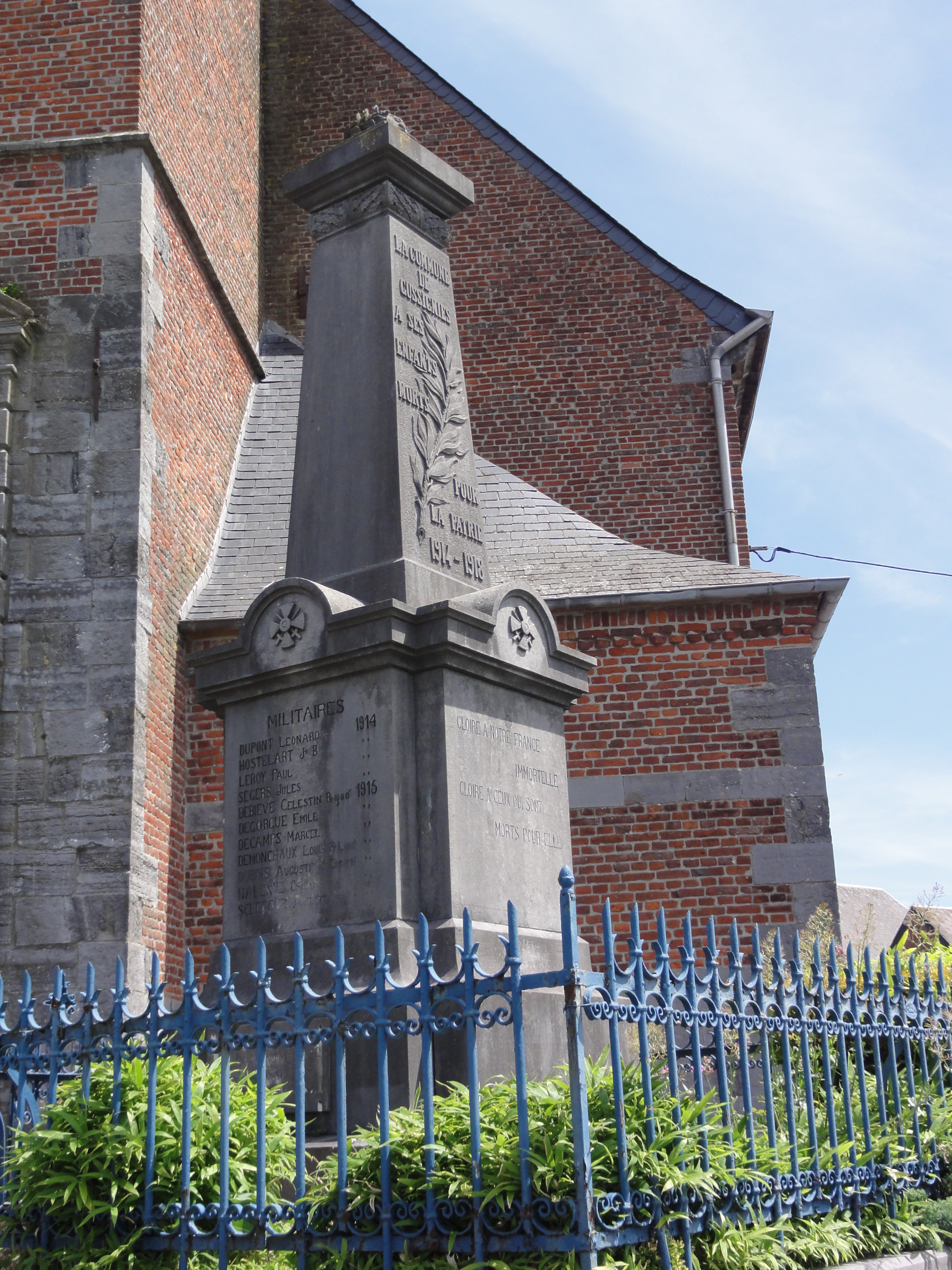
Le monument aux morts.
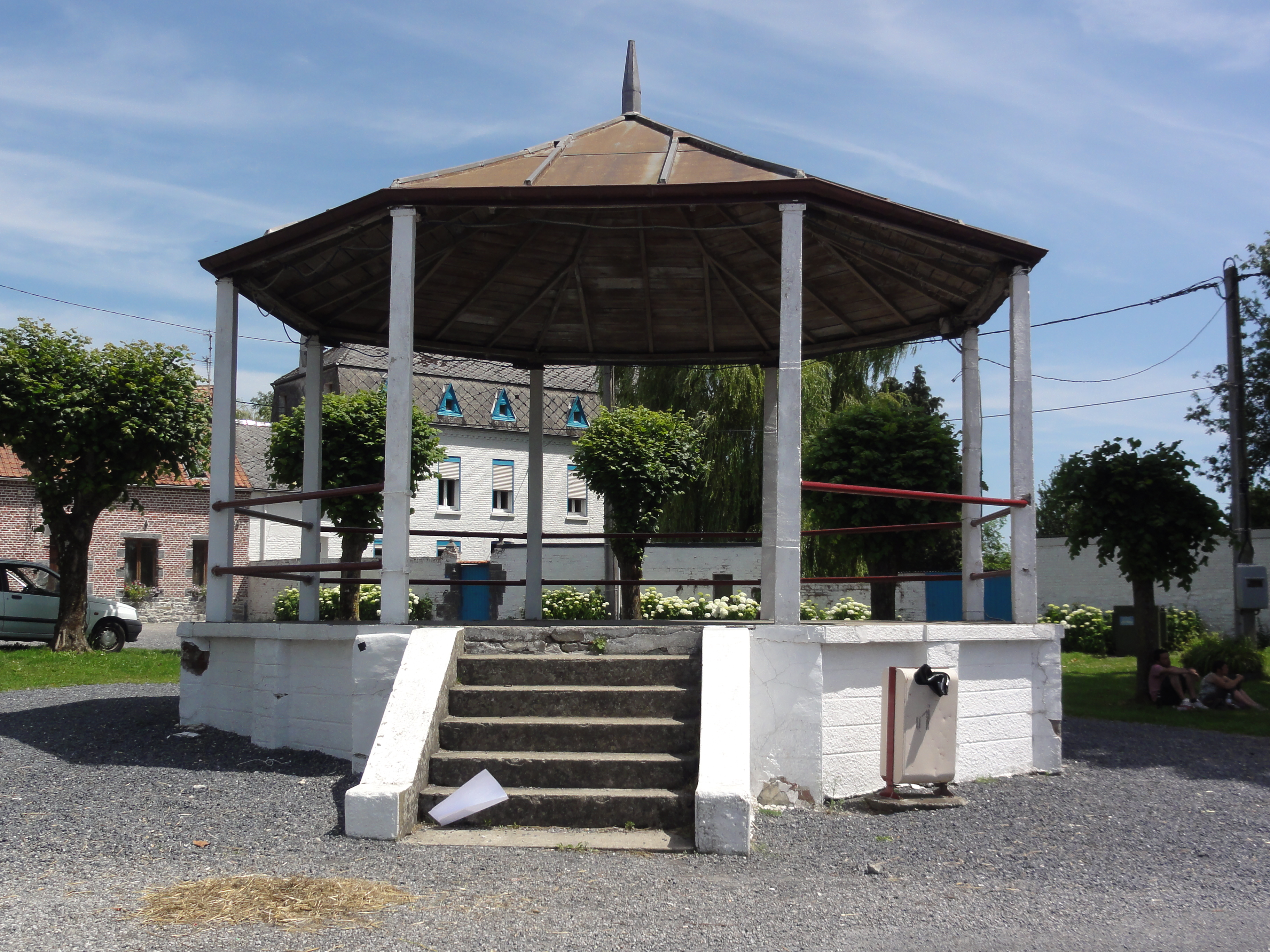
Le kiosque à musique.
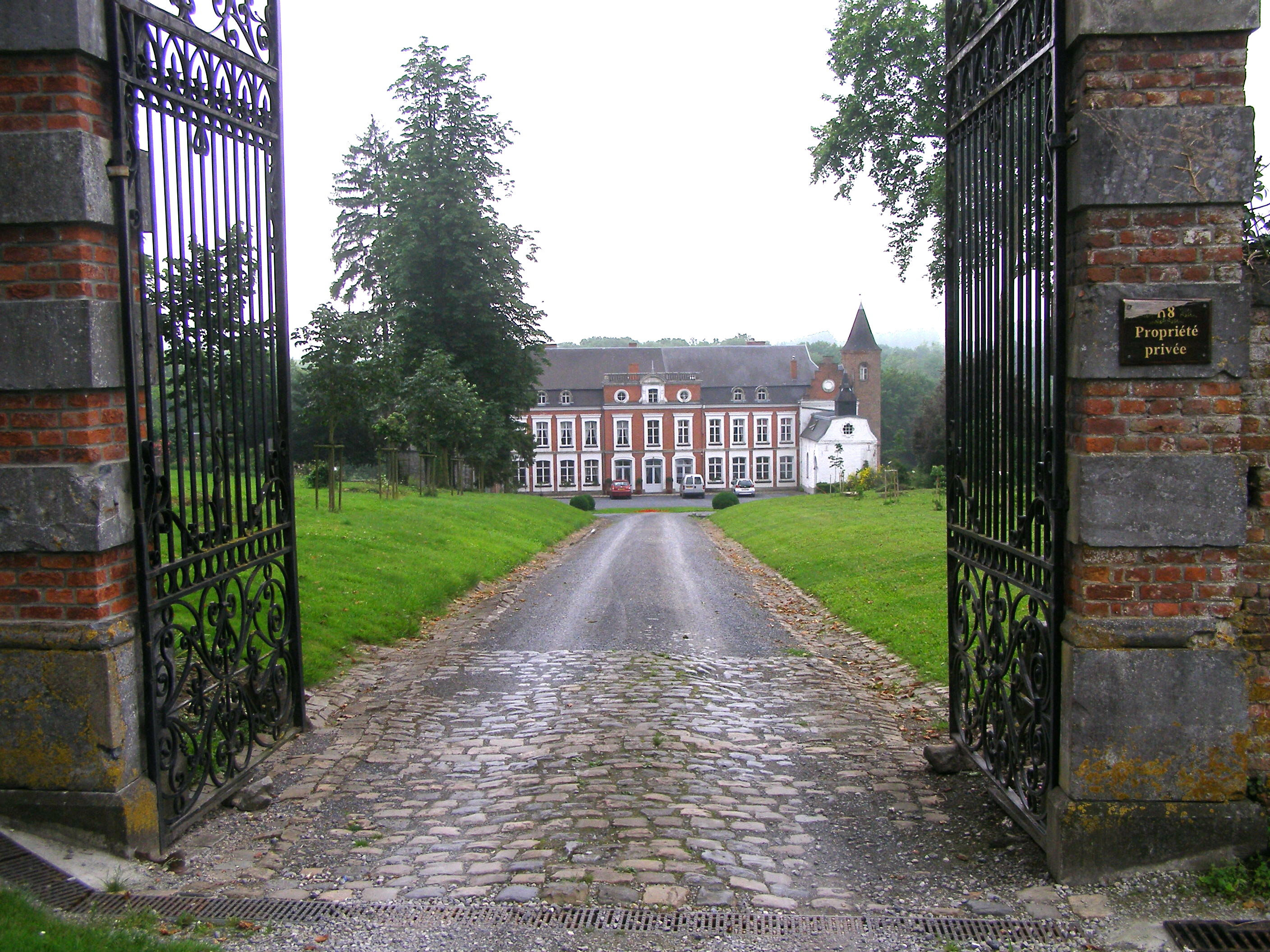
Le château de Gussignies.
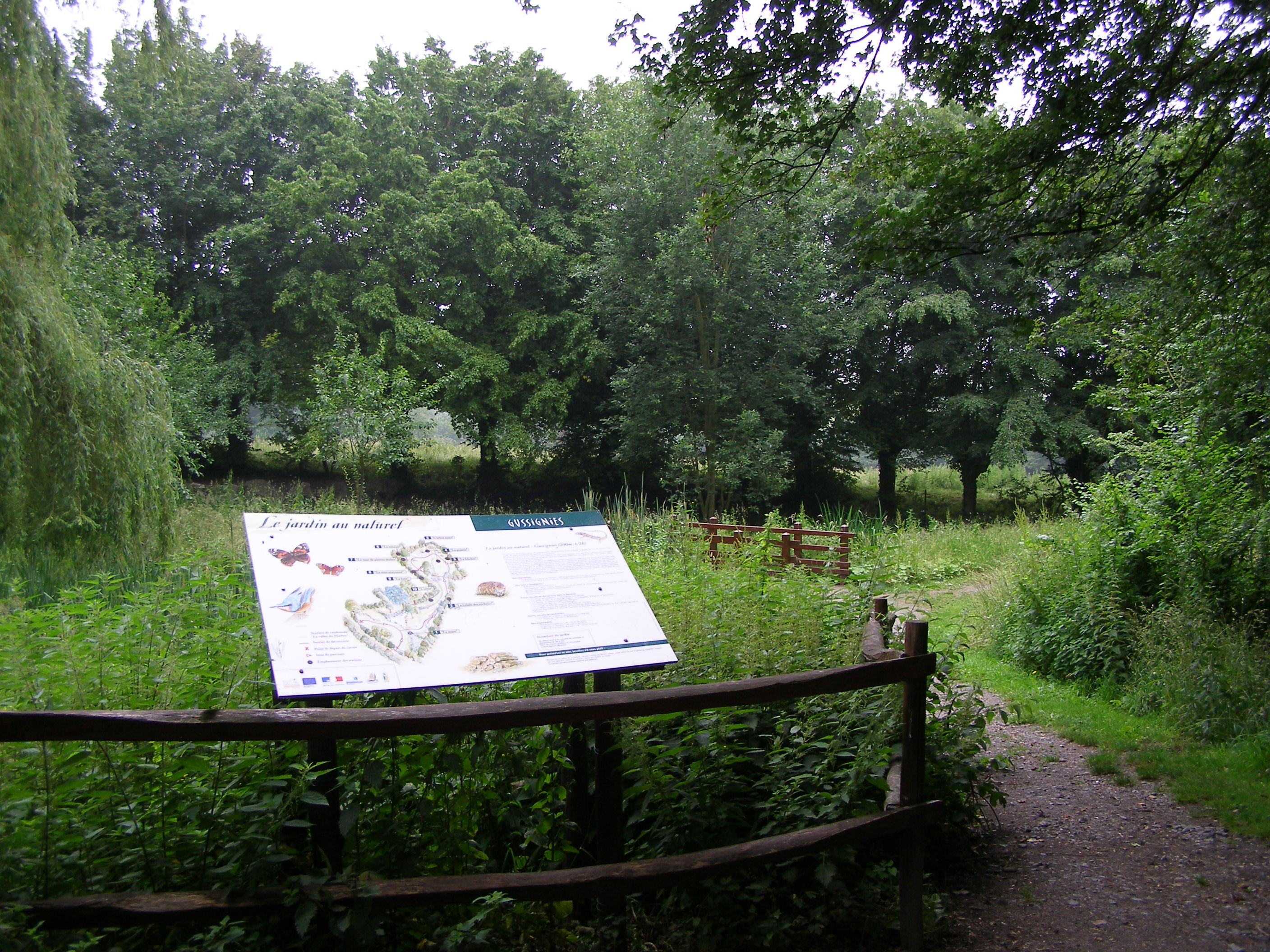
Le jardin au naturel.

### Patrimoine naturel
La commune abrite un riche patrimoine naturel (forêt, carrière, prairies, cours d'eau). En attestent la ZNIEFF no 310009342 « Vallée de l'Hogneau et ses versants et les ruisseaux d'Heugnies et de Bavay », mais également la réserve naturelle régionale du Bois d'Encade. De l'autre côté de la frontière est présent le site Natura 2000 belge « Haut-Pays des Honnelles ».

### Patrimoine gastronomique
Trois bières sont produites dans le village par la Brasserie Au Baron : la cuvée des jonquilles, une blonde ; la Saison Saint-Médard, une ambrée et la Saison Saint-Médard-Cuvée de Noël, une brune. En 2015, en partenariat avec l'Américain Jester King (en), elle en brasse une nouvelle  « Noblesse oblige ». Destinée uniquement à l'exportation aux États-Unis, elle comprend du miel.

### Personnalités liées à la commune

#### Les Fourmestraux Saint-Denis
Les Fourmestraux Saint-Denis ont été seigneurs puis maire de Gussignies et ont marqué de leur empreinte la vie de la commune
- Pierre Hyacinthe de Fourmestraux Saint-Denis, écuyer, est seigneur de Gussignies, bourgeois de Lille le 2 juillet 1711, prévôt du comte de Valenciennes, où il meurt le 29 décembre 1743. Il est le fils de Pierre Alexis de Fourmestraux de Saint-Denis, bourgeois de Lille qui a acheté la charge de prévôt du comte de Valenciennes, et se qualifie de conseiller du roi. Pierre Alexis a adopté le nom de Fourmestraux de Saint-Denis, du nom d'une propriété de sa femme située près de Courtrai, pour se distinguer de ses cousins de Fourmestraux, nombreux à Lille. La mère de Pierre Hyacinthe de Fourmestraux Saint-Denis est Gabrielle Wery. Il a pour beaux-frères, entre autres, le seigneur d'Haveluy et de Curgies, le seigneur d'Escaufourt et le seigneur de Brunémont. Il épouse à Valenciennes le 15 septembre 1710 Anne Joachime Joseph Poisson, fille de Regnier et d'Annne Hayez. Elle nait vers 1691 à Valenciennes et y décède le 24 novembre 1738. Elle est enterrée à Gussignies[102].
- Pierre Hyacinthe Joseph de Fourmestraux Saint-Denis, écuyer, seigneur de Gussignies, succède à son père Pierre Hyacinthe. Il nait vers 1723 et meurt à Gussignies le 19 juin 1810. Il se marie à Valenciennes le 16 janvier 1753 avec Jeanne Françoise Joseph Wattier, née à Valenciennes en septembre 1725 (baptisée le 25 septembre 1725), fille de Jacques Robert et d'Isabelle Marie Antoinette Faucille[103].
- Hyacinthe François Joseph de Fourmestraux Saint-Denis succède à son père Pierre Hyacinthe Joseph. Écuyer, seigneur de Gussignies, il nait à Valenciennes en décembre 1759 (baptisé le 14 décembre 1759), est directeur d'ambulance du grand quartier général impérial de l'armée d'Allemagne (au service de Napoléon Ier) et meurt à Dunkerque le 9 juillet 1827. Il épouse Jeanne Charlotte Ghislaine Françoise de Paule (1758-1815), baronne de Winterfeldt, fille de Pierre Charles, baron de Winterfeldt et d'Élisabeth Christine, marquise de Winterfeldt. Née en 1758, l'épouse de d'Hyacinthe François Joseph meurt à Gussignies le 18 janvier 1815[104].
- Anthime Hyacinthe Pierre Ghislain de Fourmestraux Saint-Denis succède à son père Hyacinthe François Joseph. Comte, maire de Gussignies, entrepreneur, chevalier de la Légion d'honneur, il nait le 11 mai 1786 à Gussignies, et y décède le 2 février 1867 (à 80 ans)[105]. Il épouse à Préseau le 13 juillet 1809 Marie Adélaïde d'Hangouwart, fille de Louis Antoine Joseph Marie, baron d'Hangouwart et de Marie Constance Philippine Imbert de la Phalecque. Son épouse nait à Lille en octobre 1781 (baptisée le 3 octobre 1781), est veuve d'un premier mariage avec Pierre François Picot de Moras, et meurt à Gussignies le 20 mai 1877, à 90 ans[106]. Le couple a eu six enfants dont :

1. Mathilde Adélaïde Marie Anne Flavie de Fourmestraux Saint-Denis nait à Valenciennes le 12 juin 1809. Elle est légitimée par le mariage de ses parents un mois plus tard le 13 juillet 1809. Elle meurt à Pontivy le 23 février 1894, à l'âge de 84 ans. Elle épouse à Gussignies le 19 mai 1842 Bertrand Claire Eustache Delpoux de Nafines, fils de Joseph Marie Olivier, chevalier de Saint-Louis, et d'Hélène de Boyer. L'époux est né à Beaumont-de-Lamagne (Tarn-et-Garonne) le 9 pluviôse an XIII (29 janvier 1805).
2. Zoé Albertine Joseph de Fourmestraux Saint-Denis, nait à Gussignies le 26 décembre 1817 et y meurt le 15 décembre 1885. Elle épouse à Gussignies le 12 août 1846 Anne Philippe, comte Picot de Moras, fils de Jean Charles Alexandre et de Françoise Catherine Sophie Foillenot. Né en 1807, l'époux est sous-intendant militaire à Givet.

Faute de descendant masculin, la lignée de Fourmestraux Saint-Denis prend fin.

## Pour approfondir